# Rob, Velike Lašče
Rob je naselje v Občini Velike Lašče. Naselje je bilo do leta 2012 povezano z redno avtobusno linijo mimo Zapotoka z Igom, sedaj pa je linija ukinjena. Iz Roba med drugimi vodi tudi pot ob potoku Robarica, ki se konča pri najvišjem slapu na Dolenjskem, imenovanem Kobilji curek.